# Piotr Martret Moles
Piotr Martret Moles (ur. 5 lipca 1901 w Alt Urgell; zm. 13 sierpnia 1936 w Pallars Jussà) – hiszpański Błogosławiony Kościoła katolickiego.

## Życiorys
Urodził się 5 lipca 1901 roku w bardzo religijnej rodzinie. Był kapłanem. Został zamordowany w czasie wojny domowej w Hiszpanii 13 sierpnia 1936 roku.
Beatyfikował go Benedykt XVI 29 października 2005 roku.